# Novidade de Vida
Novidade de Vida é o álbum de estreia da dupla Edson e Tita, lançado em 1982, de forma independente.
Com produção de Gabriel Pessanha e arranjos de Paulo Jobim, o disco contém a participação de vários músicos do cenário nacional, como Danilo Caymmi, João Donato e Toninho Horta. Anos mais tarde, Tita processou Tom Jobim por um plágio de uma das canções do álbum, o qual Tom foi declarado inocente, depois.
Em 2015, foi considerado, por vários historiadores, músicos e jornalistas, como o 17º maior álbum da música cristã brasileira, em uma publicação dirigida pelo portal Super Gospel. Em 2019, foi eleito pelo mesmo veículo o 3º melhor álbum da década de 1980.

## Faixas
Lado A
1. "Eu Amo Jesus"
2. "Pode Chegar"
3. "Meus Amigos"
4. "De Dentro Pra Fora"
5. "A Paz é Possível"

Lado B
1. "Falando A Verdade"
2. "Vem o Fim"
3. "Amor Eterno"
4. "Nos Braços De Deus"
5. "Dai Glórias"

## Ficha técnica
A seguir estão listados os músicos e técnicos envolvidos na produção de Novidade de Vida:.
- Tita Lobo - vocais, encarte
- Edson Lobo - baixo
- João Donato - arranjos
- Paulo Jobim - arranjos
- Danilo Caymmi - flauta
- Toninho Horta - violão
- Bill Horne - trompete e fliscorne
- Cláudio Roditi - trompete e fliscorne